# Johann Georg Waibel

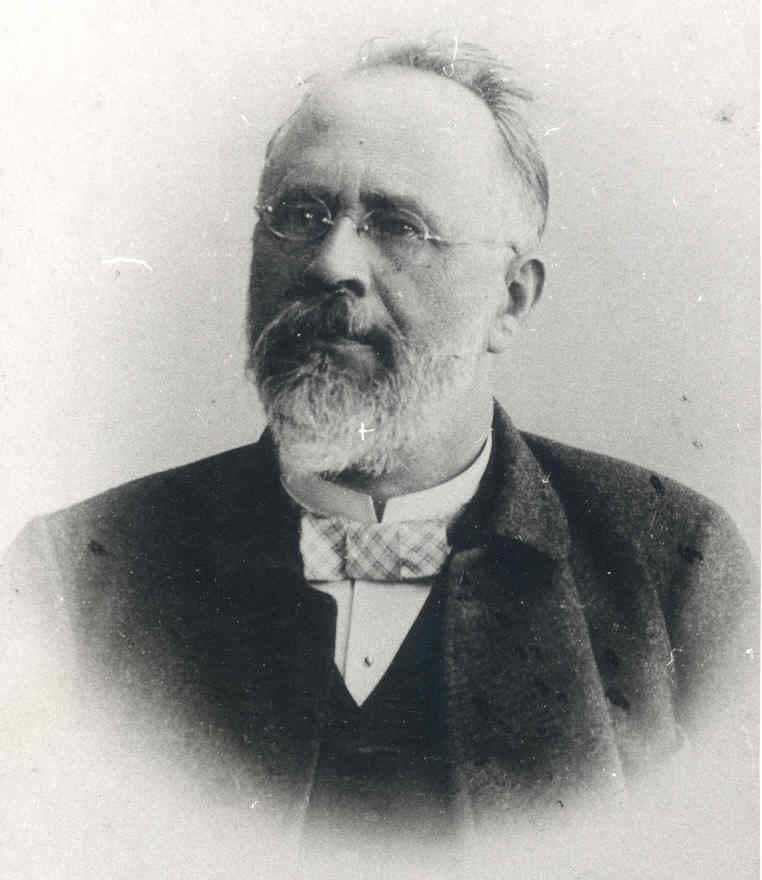
Johann Georg Waibel

Johann Georg Waibel (* 28. August 1828 in Dornbirn; † 22. Oktober 1908 ebenda) war ein österreichischer Politiker, Arzt und Langzeitbürgermeister der Stadt Dornbirn. Waibel war von 1878 bis 1897 Abgeordneter des Abgeordnetenhauses des österreichischen Reichsrats, von 1890 bis 1908 Abgeordneter zum Vorarlberger Landtag und von 1869 bis zu seinem Tod Bürgermeister seiner Heimatstadt.

## Leben und Wirken
Johann Georg Waibel wurde am 28. August 1828 als Sohn Gastwirts und Gemeindekassiers Andreas Waibel und seiner Frau Maria Regina geboren. Nach dem Besuch der öffentlichen Volksschule in seiner Heimatstadt besuchte er die ebenfalls dort angesiedelte private Fortbildungsschule des Lehrers Franz Martin Kalb, wechselte anschließend an das Gymnasium in Feldkirch und studierte in den Jahren von 1846 bis 1848 am Lyzeum in Salzburg. Anschließend wechselte er nach München, wo er sich zunächst philosophisch-naturwissenschaftlichen Studien widmete und ab 1849 schließlich Medizin studierte. Nach Studienaufenthalten in Berlin und Wien promovierte er schließlich am 5. Februar 1856 in der österreichischen Hauptstadt zum Doktor der Humanmedizin.
Beruflich war er zunächst als Arzt am Allgemeinen Krankenhaus der Stadt Wien beschäftigt, ehe er 1859 eine eigene Praxis in Höchst eröffnete. Ab 1861 war er in weiterer Folge als Gemeindearzt in Tschagguns tätig. 1863 übersiedelte er mit seiner Praxis zurück in seine Heimatgemeinde Dornbirn und wurde dort in den Jahren 1866 bis 1869 Gemeinde- und Gerichtsarzt. Ab 1869 bis zu seinem Tod fungierte er als Dornbirner Bürgermeister. Am 19. Oktober 1908 erlitt er als amtierender Bürgermeister einen Schlaganfall, an dessen Folgen er drei Tage später, am 22. Oktober, verstarb.

### Politische Karriere

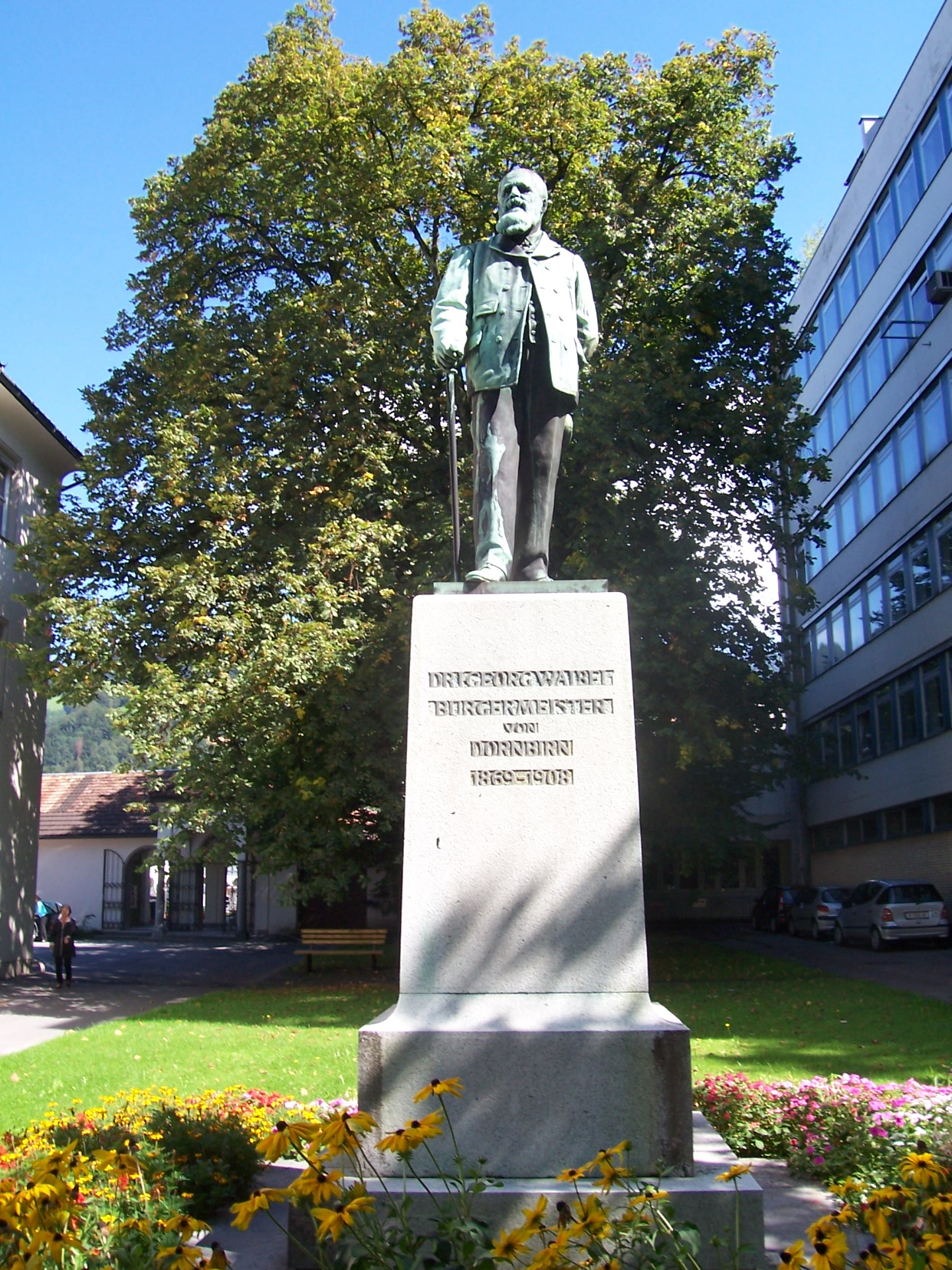
Dr.-Waibel-Denkmal vor dem alten Dornbirner Rathaus

Im Jahr 1867 wurde Johann Georg Waibel erstmals für die Liberalen in den Dornbirner Gemeindeausschuss gewählt, während sein Parteikollege Arnold Rüf Bürgermeister wurde. Zwei Jahre danach bestritt er selbst erfolgreich für die Liberalen die Gemeindewahl und wurde am 19. Februar 1869 zum Dornbirner Bürgermeister gewählt. Dieses Amt übte er anschließend bis zu seinem Tod über 39 Jahre lang aus. In seine Amtszeit als Bürgermeister fielen unter anderem die Stadterhebung Dornbirns im Jahr 1901 sowie die Eröffnung der Elektrischen Bahn Dornbirn–Lustenau ein Jahr später.
Neben der Gemeindepolitik vertrat Johann Georg Waibel die Liberale Partei auch auf nationaler Ebene. Im Jahr 1878 wurde er als liberaler Vertreter der Städte Mitglied des Abgeordnetenhauses des Reichsrats der österreichisch-ungarischen Monarchie. Als solcher folgte er dem Vorarlberger Abgeordneten Rudolf Ganahl nach und schloss sich zunächst dem deutsch-österreichischen Klub an. Anschließend wechselte er zu den Vereinigten Linken und war Abgeordneter der liberalen Fortschrittspartei. Seine Reden im Reichstag behandelten hauptsächlich volkswirtschaftliche Thematiken sowie die Verkehrs- und Handelspolitik von Vorarlberg.
Von 1890 bis zu seinem Tod war Waibel zudem als Abgeordneter der Vorarlberger Handels- und Gewerbekammer Mitglied des Vorarlberger Landtags während dessen siebter, achter und neunter Legislaturperiode. In den Jahren 1867 bis 1869 war er zudem Vorstand des Vereins der Ärzte in Vorarlberg und daneben Mitglied zahlreicher anderer Vereine, bei denen er teilweise auch Gründungsmitglied (Dornbirner Turnverein, Verein der Verfassungsfreunde in Vorarlberg) war. Als Bürgermeister war er auch bei der Gründung des Vorarlberger Landesfeuerwehrverbandes im Jahr 1875 als Delegierter anwesend. Dabei wurde er anschließend in die Funktion des ersten Verbandsobmannes gewählt. Diese hatte er bis 1891 inne.
Im Jahr 1884 wurde Johann Georg Waibel mit dem Komturkreuz des Kaiserlich-Österreichischen Franz-Joseph-Ordens ausgezeichnet, ebenfalls erhielt er den Orden der Eisernen Krone III. Klasse (jedoch ohne eine Erhebung in den Adelsstand). Am 1. März 1894 wurde er zum Ehrenbürger von Dornbirn ernannt, nach seinem Tod wurde ihm im Jahr 1910 von der Stadt ein Denkmal vor dem Rathaus gestiftet. Heute wird außerdem ein Teil der Bödelestraße im Dornbirner Gemeindegebiet – von ihrem Beginn beim alten Rathaus bis zur Einmündung der Wingatstraße – im örtlichen Straßennetz als Dr.-Waibel-Straße bezeichnet.